# Patiriella occidens
Patiriella occidens är en sjöstjärneart som beskrevs av O' Loughlin, Waters och Roger Roy 2003. Patiriella occidens ingår i släktet Patiriella och familjen Asterinidae. Inga underarter finns listade i Catalogue of Life.